# Волконский, Пётр Фёдорович
Князь Пётр Фёдорович Волконский по прозванию Меринок (? — 1649) — русский государственный и военный деятель, наместник, воевода, окольничий и боярин (?) во времена правления Михаила Фёдоровича и Алексея Михайловича.
Второй сын стольника и воеводы, князя Фёдора Ивановича Мерина Волконского. Рюрикович в XX поколении, из 2-й ветви князей Волконских. Имел братьев, князей: боярина Фёдора Фёдоровича, воеводу и стольника Ивана Фёдоровича и сестру княжну Марию Фёдоровну.

## Биография
Упоминается в разрядах (с 1617), на приёме английского посла стоял в рындах (08 июня 1617). Исполнял дворцовые службы, стоял рындой при приёме и отпуске иностранных послов (1617-1629). Пожалован в стольники (1625), с поместным окладом 500 четвертей. Был у Государя на новоселье (29 ноября 1629), в том же году его оклад 1.000 четей. Отправлен на воеводство в Кострому (1630). Второй воевода в походе русских ратных людей из Астрахани против калмыков (1633). Воевода в Бежецком Верхе (1633), в Торопецком уезде руководил демаркацией границ с ВКЛ, между Торопцом и Велижем (1634-1635), где назван ряжским наместником. Воевода в крепости Уфа (1636-1638). Назначен воеводой в Пелым (1639), откуда переведён на воеводство в Переяславль-Рязанский (18 сентября 1640). Воевода в Путивле (1641-1642). На следующий день после коронации царя Алексея Михайловича произведён в окольничие (29 сентября 1645) и назначен судьей в Челобитный приказ. Незадолго до смерти пожалован царём в бояре (1645 ?). Упоминается на свадьбе царя Алексея Михайловича с Марией Ильиничной Милославской (16 января 1648). Сказывал боярство князю И. Н. Хованскому послу двухлетней ссылки в Сибири (01 апреля 1649). Участвовал с Б. М. Хитрово в государевом походе в село Покровское (09 ноября 1649), Можайск (30 ноября 1649). Будучи тяжело больным просил о продаже ему в вотчину поместных земель, которые за ним в Кашинском уезде (20 декабря 1649), Государь велел продать данные земли его вдове (16 января 1650).
За московское осадное сидение (1618) пожалован вотчиной в Московском уезде (1620), владел поместьями в Дмитровском уезде.
Скончался († декабрь 1649 или январь 1650), приняв иноческое имя Пафнутий. Похоронен в Богоявленском монастыре.

## Семья
Женат трижды:
1. Марфа Петровна урождённая Постельникова († 1627) — жена (с 19 декабря 1614), дочь Петра Минича Постельникова и Ирины Васильевны урождённой Кувшиновой († 1621), брак бездетный. Погребена в московском Рождественском монастыре. В день свадьбы, мать царя Михаила Фёдоровича, пожаловала новобрачных камкой и образом Пречистой Богородицы Умиления.
2. Марфа Никифоровна урождённая Грекова — жена (с 19 января 1633), дочь Никифора Грекова и Марии Васильевны урождённой Ржевской, брак бездетный.
3. Пелагея Григорьевна урождённая Доможирова († 1679) — от брака сын князь Фёдор Петрович. Похоронена рядом с мужем.

## Критика
Князь П. В. Долгоруков в «Русской родословной книге» указывает, что у князя Петра Фёдоровича был сын от третьего брака — Фёдор Петрович и внук Иван Фёдорович, причём уделяя несколько строк об службе внука. Генеалог Г. А. Власьев, основываясь на исторически документах, утверждает, что три брака были бездетны, а приписываемый внук, является сыном князя Фёдора Васильевича и отец князя Михаила Ивановича, но не сын князя Петра Фёдоровича, сосуществование которого ничем не подтверждается и поэтому в своей монографии показывает князя Петра Фёдоровича бездетным, от всех трёх браков.
В книге: Славянская энциклопедия: XVII век в 2-х томах. A-M. Том 1 стр. 271, под редакцией В. В. Богуславского указывается, что он пожалован боярским титулом, данная информация не подтверждается другими авторитетными источниками и Русской родословной книгой П. В. Долгорукова, где он записан только с титулом окольничего.